# Minettia styriaca
Minettia styriaca är en tvåvingeart som först beskrevs av Gabriel Strobl 1892.  Minettia styriaca ingår i släktet Minettia och familjen lövflugor. Arten har ej påträffats i Sverige. Inga underarter finns listade i Catalogue of Life.